# Феоксена (дочка Агафокла)
Феоксена (дав.-гр. Θεόξενα; також відома як Феоксена Молодша, для відмінності від її матері-тезки) — аристократка елліністичного Єгипту, відома з одного з Оксирінхських папірусів. Гіпотетична дочка басилевса Агафокла і його третьої дружини Феоксени. Можливість її існування суперечить свідченнями античного історика Юстина.

## Походження та рання біографія
Єдиним свідченням існування Феоксени, є Оксіринхський папірус XXXVII 2821. У ньому йдеться про якусь Феоксену, дочку Агафокла і матір Агафокла. Вона висунула басилевсу Птолемею II неправдиві звинувачення проти відомих їй людей. За це Феоксена була вигнана до Фіваїди. Дослідники вважають, що вона могла бути дочкою Агафокла Сицилійського і його третьої дружини Феоксени.
Агафокл був грецьким тираном Сиракуз, що став пізніше басилевсом Сицилії. Близько 300 року до н. е. він одружився втретє на Феоксені, родичці басилевса Птолемея Лагіда. За найпоширенішою версією, Феоксена була дочкою від першого шлюбу третьої дружини Птолемея — Береніки. Таким чином її батьком був полководець Філіпп. Також існують версії, що Феоксена могла бути дочкою Птолемея від однієї із законних дружин, Еврідіки або Береніки, або від якоїсь наложниці. Ще за однією версією, Феоксена могла бути дочкою Менелая, брата Птолемея.
Діти Феоксены народилися між 301 і 298 роками до н. е. Коли Агафокл був при смерті, він відіслав дружину разом з двома малолітніми дітьми до Єгипту, турбуючись за їхнє життя. Історик Юстин, що описує цю подію, використовував слово лат. parvuli, тобто слово діти в чоловічому роді. Тому вважалося що у Агафокла і Феоксени були лише хлопчики. Однак, після публікації папірусу XXXVII 2821, вчені схиляються до того, що у пари були хлопчик і дівчинка. Другу дитину, зазвичай, ототожнюють з епістатом Лівії Архагатом, сином Агафокла. Він відомий з одного напису на білій мармуровій плиті, знайденій в Александрії, де Архагат разом зі своєю дружиною роблять посвята теменосу Серапіса та Ісіди. Сам публікатор напису, Пітер Фрейзер, скептично ставився до ототожнення сина Агафокла з эпистатом Лівії. Дослідник Кріс Беннетт, погоджуючись з даними ідентифікаціями, заявляв що Архагат і Феоксена, можливо, були дітьми Агафокла і Феоксени.

## Подальша біографія

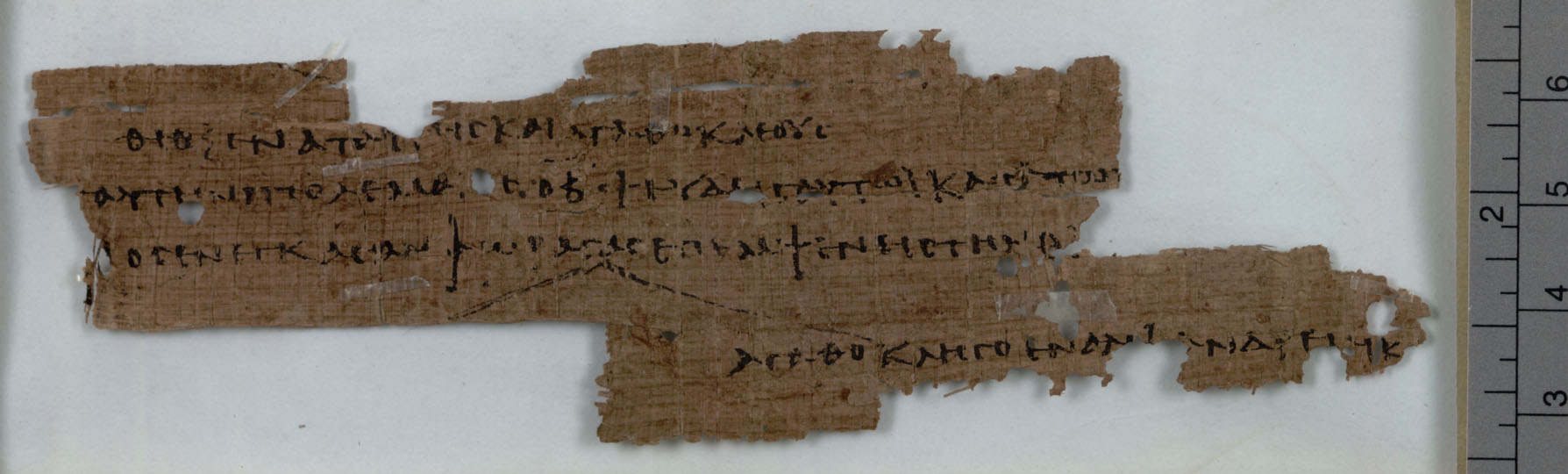
Оксіринхський папірус XXXVII 2821

Мало що відомо про подальше життя Феоксени, дочки Агафокла. Вона вийшла заміж за невідому людину, ім'я якої втрачено. Від свого чоловіка Феоксена народила двох дітей: одну дитину, ім'я якої також втрачено, і сина Агафокла. Кріс Беннетт, розвиваючи гіпотезу Френка Уолбанка, що фаворитка басилевса Птолемея IV Філопатора — Агафоклея і її брат Агафокл були нащадками басилевса Агафокла, припустив, що вони були дітьми Агафокла, сина Феоксени. Також Беннетт зазначав, що в папірусі ім'я дітей Феоксени йде відразу після імені її батька. Це може вказувати на те, що Феоксена мала високий статус.
У період правління Птолемея II, який правив у 283—246 рр. до н. е. басилевс заслав її до Фіваїди. Феоксена висунула Птолемея II неправдиві звинувачення проти відомих їй людей. Імена цих людей у папірусі не збереглися. Згідно з припущенням Кріса Беннетта, ці події були пов'язані з вигнанням Арсіної I. Ця перша дружина Птолемея II було звинувачено у змові проти чоловіка і вислана до Коптосу в 274/273 р. до н. е. 